# 기생수: 더 그레이
《기생수: 더 그레이》(영어: Parasyte: The Grey)는 넷플릭스에서 2024년 4월 공개된 대한민국의 공상 과학, 공포 드라마이다.

## 등장 인물

### 주요 인물
- 전소니 : 정수인 역
- 구교환 : 설강우 역
- 이정현 : 최준경 역

### 경찰
- 권해효 : 김철민 역
- 김인권 : 강원석 역
- 곽민호 : 후배형사 역

### 기생생물
- 전소니 : 하이디 역
- 이현균 : 권혁주 역
- 윤현길 : 설경희 역

### 그 외 기생생물
- 오치운 : 날개 기생생물 역
- 홍의준 : 준경남편 역
- 조동인 : EDM 기생생물 역
- 이효나 20대 여자 기생생물 역
- 신동력 : 양복쟁이 기생생물 역

### 그 외
- 문주연 : 설진희 역
- 유용 : 기석 역
- 이요섭 : 규민 역
- 진용욱 : 이경천 역
- 도용구 : 남천시장 역

### 기타 인물
- 이근후 : 종도 형 역 (목소리)
- 이소망 : 원석 딸 역 (목소리)
- 최정현 (목소리)
- 강다희 : 다이아나 역

### 특별출연
- 스다 마사키[1] : 이즈미 신이치 역